# Список аеропортів Південної Кореї
Список аеропортів в Республіці Корея (Південна Корея), згрупованих за типом і відсортованих за місцем розташування.

## Перелік аеропортів та аеродромів Південної Кореї
| Назва аеропорту                                      | Розташування   | ICAO | IATA | Оператор                                                                  |
| Цивільні аеропорти                                   |                |      |      |                                                                           |
| Міжнародний аеропорт Інчхон                          | Сеул/Інчхон    | RKSI | ICN  | Корпорація міжнародного аеропорту Інчхон                                  |
| Міжнародний аеропорт Кімпхо                          | Сеул/Кімпхо    | RKSS | GMP  | «Корпорація аеропортів Кореї»                                             |
| Міжнародний аеропорт Ян'ян                           | Ян'ян          | RKNY | YNY  | Корпорація аеропортів Кореї                                               |
| Міжнародний аеропорт Чеджу                           | Чеджу          | RKPC | CJU  | Корпорація аеропортів Кореї                                               |
| Аеропорт Ульсан                                      | Ульсан         | RKPU | USN  | Корпорація аеропортів Кореї                                               |
| Міжнародний аеропорт Муан                            | Муан           | RKJB | MWX  | Корпорація аеропортів Кореї                                               |
| Аеропорт Йосу                                        | Йосу           | RKJY | RSU  | Корпорація аеропортів Кореї                                               |
| Аеропорти подвійного призначення                     |                |      |      |                                                                           |
| Аеропорт Вонджу (К-46)                               | Вонджу/Хвенсон | RKNW | WJU  | Корпорація аеропортів Кореї ВПС РК                                        |
| Міжнародний аеропорт Тегу                            | Тегу           | RKTN | TAE  | Корпорація аеропортів Кореї ВПС РК                                        |
| Міжнародний аеропорт Чхонджу                         | Чхонджу        | RKTU | CJJ  | Корпорація аеропортів Кореї ВПС РК                                        |
| Аеропорт Пхохан                                      | Пхохан         | RKTH | KPO  | Корпорація аеропортів Кореї Авіація ВМС                                   |
| Міжнародний аеропорт Кімхе                           | Пусан/Кімхе    | RKPK | PUS  | Корпорація аеропортів Кореї ВПС РК                                        |
| Аеропорт Сачхон                                      | Сачхон         | RKPS | HIN  | Корпорація аеропортів Кореї ВПС РК                                        |
| Аеропорт Кванджу                                     | Кванджу        | RKJJ | KWJ  | Корпорація аеропортів Кореї ВПС РК                                        |
| Аеропорт Кунсан (К-8)                                | Кунсан         | RKJK | KUV  | Корпорація аеропортів Кореї ВПС США ВПС РК                                |
| Цивільні аеродроми                                   |                |      |      |                                                                           |
| Аеродром Теан                                        | Теан           | RKTA |      | Університет Хансо Корея Експрес Ейр                                       |
| Аеродром Ульджін                                     | Ульджін        | RKTL | UJN  | Пусанське регіональне авіауправління Корейський аерокосмічний університет |
| Аеропорт Чонсок                                      | Чеджу/Соґвіпхо | RKPD | JDG  | Korean Air Корейський аерокосмічний університет                           |
| Військовий аеропорт                                  |                |      |      |                                                                           |
| Сеул (К-16)                                          | Сеул/Соннам    | RKSM | SSN  | ВПС РК                                                                    |
| Військові авіабази                                   |                |      |      |                                                                           |
| Сусек                                                | Коян           | RKRS |      | Корейський аерокосмічний університет АА СВ РК                             |
| Сувон (К-13)                                         | Сувон          | RKSW | SWU  | ВПС РК                                                                    |
| Осан (К-55)                                          | Пхьонтек/Осан  | RKSO | OSN  | ВПС США ВПС РК                                                            |
| Пхьонтек                                             | Пхьонтек       | RKSG |      | АА СВ США                                                                 |
| Сокчхо (К-50)                                        | Сокчхо         | RKND | SHO  | АА СВ РК                                                                  |
| Каннин (К-18)                                        | Каннин         | RKNN | KAG  | ВПС РК                                                                    |
| Юнвон (К-75)                                         | Чхунджу        | RKTI |      | ВПС РК                                                                    |
| Сонму (К-60)                                         | Чхонджу        | RKTE |      | ВПС РК                                                                    |
| Сосан (К-76)                                         | Сосан          | RKTP | HMY  | ВПС РК                                                                    |
| Чінхе (К-10)                                         | Чінхе          | RKPE | CHF  | Авіація ВМС                                                               |
| Єчхон (К-58)                                         | Єчхон          | RKTY | YEC  | ВПС РК                                                                    |
| Чонджу                                               | Чонджу         | RKJU | CHN  | АА СВ РК                                                                  |
| Мокпхо (К-15)                                        | Мокпхо         | RKJM | MPK  | Авіація ВМС                                                               |
| Оприлюднені плани будівництва                        |                |      |      |                                                                           |
| Другий міжнародний аеропорт Чеджу (поки не вирішено) | Чеджу/Согвіпхо |      |      |                                                                           |
| Аеропорт Уллин                                       | Уллин          |      |      |                                                                           |
| Аеропорт Хиксан                                      | Сінан/Хиксан   |      |      |                                                                           |